# Mohamed Nasheed

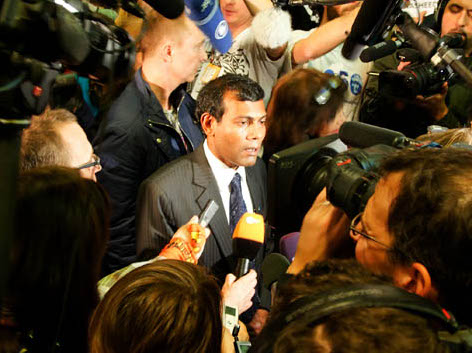
Mohamed Nasheed op de Klimaatconferentie Kopenhagen 2009

Mohamed Nasheed (17 mei 1967), ook Anni genoemd, was van 2008 tot 2012 president van de Malediven. Nasheed volgde Maumoon Abdul Gayoom op, die het land dertig jaar had geregeerd. Hij legde op 7 februari 2012 zijn ambt neer na een opstand van de bevolking en politieagenten. Nasheed is afgestudeerd oceanograaf en voor zijn presidentschap was hij ook journalist.

## Politieke activiteiten
De soennitische Nasheed was lid van het Parlement voor het kiesdistrict Malé en werd in 2001 zonder opgaaf van redenen gearresteerd. Amnesty International stelde dat de redenen voor zijn gevangenschap politiek van aard waren. Hij was sinds 1989 al 13 keer gearresteerd. Hij kreeg onder andere een gevangenisstraf van twee jaar vanwege zijn werk als freelance journalist.
Mohamed Nasheed is mede-oprichter van de democratische partij van de Malediven. In 2001 diende men een verzoek in voor een vergunning voor de Maldivische Democratische Partij, onder andere met zijn handtekening. De aanvraag werd niet gehonoreerd tot 2005, toen na protesten in een oppositie werd goedgekeurd. Deze oppositie werd echter nog steeds gehinderd in haar politieke werk.

### Presidentsverkiezingen
Mohamed Nasheed beloofde tijdens zijn campagne verbetering van de gezondheidszorg, privatisering van staatsbedrijven en bestrijding van corruptie. Bovendien beloofde hij om van het presidentiële paleis de eerste universiteit van het land te maken. President Maumoon Abdul Gayoom beschuldigde Nasheed ervan moslims te willen bekeren tot het christendom. Nasheed op zijn beurt beschreef de zittende president als een dictator. Iets wat niemand daarvoor openlijk en ongestraft had gedaan.
In de eerste ronde behaalde hij bijna 25 procent van de stemmen. Hij was de beste van de vijf tegenkandidaten van de zittende Maumoon Abdul Gayoom, die deze ronde met 41 procent won, maar geen absolute meerderheid had. In de tweede stemronde was Nasheed de enige tegenkandidaat. Hij won deze ronde met 54 procent. Op 28 oktober 2008 werd Mohamed Nasheed verkozen tot president van de Malediven.

## Presidentschap
Na de verkiezingen kondigde hij aan dat hij het land zonder beperking zou openen voor buitenlanders. Er waren nog steeds eilanden die bewoond werden door de inheemse bevolking, maar niet toegankelijk waren voor toeristen. Bovendien wilde hij meer openheid voor handel en buitenlandse investeringen. Nasheed vroeg in de media uitgebreid om aandacht van de wereld voor het dreigende onheil van zijn land met betrekking tot de Opwarming van de Aarde.
Mensenrechtenorganisaties hadden kritiek op de regering van Nasheed, omdat andere religies dan de islam nog steeds zouden worden gediscrimineerd.

## Protesten
Eind december 2011 besloot de regering tot een sluiting van wellness-centra in honderden hotels. Deze stap was een reactie op protesten van duizenden eilandbewoners tegen "anti-islamitische activiteiten" in het land. De protesten waren georganiseerd door de oppositie, die Nasheed beschuldigde van het ondermijnen van de beginselen van de islam.
De protesten escaleerden toen in januari 2012 rechter Abdulla Mohamed gearresteerd werd, omdat hij geregeld had dat een regeringscriticus werd vrijgelaten. Op 6 februari 2012 vond er een staatsgreep plaats. Muitende politieagenten en demonstranten bezetten het publieke radio- en televisiestation. De volgende dag legde Nasheed zijn functie neer om het geweld te stoppen.
Vicepresident Mohammed Waheed Hassan, die aangaf tegen de arrestatie van Abdulla Mohamed te zijn geweest, is de wettelijke nieuwe president van de Malediven. Hij werd op dezelfde dag geïnstalleerd.

## Na zijn presidentschap
In februari 2013 werd een arrestatiebevel tegen Nasheed uitgevaardigd voor de arrestatie onder zijn presidentschap van de opperrechter. Hij vluchtte de Indiase ambassade in, maar werd uiteindelijk toch gearresteerd. Zijn aanhangers gingen daarna de straat op en richtten vernielingen aan. In 2015 werd Nasheed veroordeeld tot dertien jaar gevangenisstraf. Intussen voerde de nieuwe islamistische regering een wet in die het aan veroordeelden verbood om een politieke functie uit te oefenen. Nasheed kon dus zelfs geen leider van zijn Democratische Partij blijven.

## Film
In 2011 kwam een film uit over de inspanningen die Nasheed leverde voor de overlevingsstrijd van de Malediven tegen de stijgende zeespiegel. De film draagt de titel The Island President en gaat vooral over de niet-aflatende pogingen van Nasheed aan het einde van de Klimaatconferentie van Kopenhagen in 2009, om wereldwijd toch nog tot bindende afspraken te komen over beperking van de CO2-uitstoot. Er werden afspraken gemaakt, maar een bindend karakter kregen zij niet. Nasheed beschouwde het einddocument niettemin als een morele overwinning.